# Fremskrittspartiet
Die Fremskrittspartiet (Abk. FrP; Nynorsk Framstegspartiet; deutsch Fortschrittspartei) ist eine politische Partei des rechten Spektrums in Norwegen, die sich als „liberalistische Volkspartei“ bezeichnet.

## Einschätzung durch die Parteienforschung
Von einigen Politologen wird die Fortschrittspartei mit rechtspopulistischen Parteien wie der FPÖ und der niederländischen Lijst Pim Fortuyn verglichen, andere Forscher halten solche Vergleiche für nicht sinnvoll. So distanzierte sich die Partei auch lange weitgehend von anderen als rechtspopulistisch eingestuften Parteien, wie den schwedischen Sverigedemokraterna. Vor den Parlamentswahlen in Schweden 2018 bekundeten allerdings einige Politiker der FrP Interesse daran, zukünftig näher mit den als weiter rechts eingeordneten Schweden zusammenzuarbeiten.
Ihren Anfängen nach ist die 1973 gegründete FrP eine rechte Protestpartei. Obwohl die Partei nach den Parlamentswahlen 2005 die zweitstärkste Fraktion im Storting stellte, halten manche Sozialwissenschaftler die Bezeichnung als Protestpartei immer noch für gerechtfertigt; von der Partei selbst wird sie nicht zurückgewiesen. Im Zuge einer vergleichenden Analyse rechter Parteien in Europa ist die FrP trotz eines Flügels aus „neorassistischen Populisten“ als „gemäßigt nationalistisch und fremdenfeindlich“ sowie als „eher systemkonform“ klassifiziert worden. Einige Sozialwissenschaftler bezeichnen diese Ausrichtung als „Rechtsextremismus light“. Generell bezeichnet die Literatur die Fortschrittspartei als rechtspopulistisch, aber im Vergleich zu den anderen europäischen rechtspopulistischen Parteien kann die Fortschrittspartei weder als radikal, extrem noch ganz rechts bezeichnet werden. Einige Sozialwissenschaftler bezeichnen die Partei seit der Stortingswahl 2013 nicht mehr als rechtspopulistisch. Ihnen zufolge ist die Fremskrittspartiet seit 2013 eher mit dem Koalitionspartner Høyre vergleichbar.
Im Store norske leksikon wird die Ausrichtung der Partei als eine Mischung aus Rechtspopulismus und traditionellerem wirtschaftlichen Liberalismus bezeichnet.

## Programmatik
Die Partei verfolgt eine liberale Wirtschaftspolitik und eine konservative Wertepolitik und setzt sich für eine Verschärfung der Zuwanderungspolitik ein. Weitere Programmpunkte sind:
- Entbürokratisierung und Vereinfachung des norwegischen Steuersystems
- Steuersenkungen, finanziert durch geringeres Ansparen von Einnahmen aus dem staatlichen Erdölgeschäft
- Privatisierung staatlicher Unternehmen[18]
- Außen- und sicherheitspolitische Partnerschaft mit Staaten des demokratisch-westlichen Wertekanons (insbesondere USA und EU); im Arbeitsprogramm wird das Existenzrecht des Staates Israel betont; Ablehnung eines EU-Beitritts
- Bekenntnis zur christlich-abendländischen Tradition sowie dem in der christlichen Weltanschauung verwurzelten kulturellen Erbe
- Privatisierung des Bildungssystems und Einführung eines Bildungsgutscheinmodells
- Unabhängigkeit der norwegischen Zentralbank von politischer Einflussnahme

## Geschichte
Anfang der 1970er Jahre kam es in Norwegen zu einer Zäsur im Parteiensystem. Durch Spaltungen und Neugründungen entstanden neue politische Parteien, eine davon war die Fremskrittspartiet. Ursprünglich hieß die Partei ALP (Anders Langes parti til sterk nedsettelse av skatter, avgifter og offentlige inngrep, deutsch Anders Langes Partei für eine starke Rückführung von Steuern, Abgaben und staatlichen Regulierungen). Ihr Gründer Anders Lange wandte sich vor allem gegen den sozialdemokratischen Wohlfahrtsstaat, die keynesianische Wirtschaftspolitik und angeblich mangelnden Widerstand der Konservativen gegen diese Politik. Ein ehemaliger südafrikanischer Agent behauptete, die Partei sei anfänglich vom Apartheidregime Südafrikas finanziell unterstützt worden. Nach Anders Langes Tod 1974 erhielt die Partei zur folgenden Stortingswahl 1977 ihren heutigen Namen.
War die Gründungsphase der Partei vor allem vom Charakter als Protestpartei gekennzeichnet, nahm die Fortschrittspartei in den 1980er Jahren zunehmend fremdenfeindliche Parolen in ihr Programm auf. Auf dieses Phänomen wurde der Begriff des „organisierten Rassismus“ geprägt im Unterschied zum herkömmlichen Begriff Rechtsextremismus, der nach Ansicht mancher Beobachter hier untauglich sei. Indem die Partei Ängste vor einer „Überflutung“ Norwegens mit Migranten weckte, sollten vorhandene Vorurteile in der Bevölkerung weiter gestärkt und Ängste vor sozialer Deklassierung geweckt werden. Zu den Kommunalwahlen 1987 gelang es der FrP ihre bisherigen Mandate zu verdoppeln. Dieser Erfolg beruhte vor allem auf der Ausnutzung rassistischer Vorurteile gegen Immigranten. Der Schock über diesen fremdenfeindlichen Wahlsieg führte dazu, dass der norwegische König Olav V. zu mehr Toleranz gegenüber den „neuen Landsleuten“ aufrief.
1994 kam es zu einer Spaltung der Partei, wobei jüngere, liberal eingestellte Mitglieder die Partei verließen.
Bei den Wahlen zum Storting, dem norwegischen Parlament, erreichte die FrP 2001 14,6 % der Stimmen und war Umfragen im Jahre 2002 zufolge sogar auf dem Weg, die stärkste Partei Norwegens zu werden. Die Mitte-Rechts-Minderheitsregierung unter Kjell Magne Bondevik war von 2001 bis 2005 auf die Stimmen der Fortschrittspartei angewiesen, wodurch ihr Vorsitzender Carl Ivar Hagen großen Einfluss in der norwegischen Politik und Öffentlichkeit gewann. National gesinnte Medien nannten ihn deshalb auch „König Carl“.
Von der Stortingswahl 2005 an war die FrP acht Jahre lang die zweitgrößte Partei im norwegischen Parlament. Bei der Stortingswahl 2013 fiel sie hinter die konservative Partei Høyre auf den dritten Platz zurück. Am 7. Oktober 2013 einigten sich FrP und Konservative auf eine Koalitionsvereinbarung. Die Regierung Solberg wurde am 16. Oktober 2013 gebildet, die FrP besetzte zunächst sieben von 18 Kabinettsposten. Im Januar 2020 kündigte die Partei die Zugehörigkeit zur Regierung während der laufenden Legislaturperiode auf. Grund war eine Auseinandersetzung über die Rückholung einer mutmaßlichen Anhängerin des Islamischen Staates (IS).

## Gegnerschaft zu einer Frauenquote
Als die norwegische Arbeiterpartei zwischen 1985 und 1989 eine Kampagne zur Frauenförderung in die Politik initiierte, folgten mit Ausnahme der FrP auch andere Parteien diesem Trend und erhöhten den Frauenanteil unter ihren Kandidaten und Abgeordneten. Die Arbeiterpartei hatte von 1981 bis 1989 ihren Frauenanteil von 33 % auf 51 % erhöht und das norwegische Parlament 1989 einen Anteil von 40 % weiblichen Geschlechts. 1989 waren demgegenüber 10 % der FrP-Abgeordneten weiblich. Ein Großteil der FrP-Wähler war männlich (1985: 69 %; 1989: 65 %) und hatte ein traditionelles Geschlechterrollenverständnis, so die Parteienforschung. Nach der Parlamentswahl 2009 waren 24,4 % der FrP-Abgeordneten weiblich, 2013 waren es 20,7 %.

## Parteivorsitzende
- Anders Lange 1973–1974
- Eivind Eckbo 1974–1975 (Interimsvorsitzender)
- Arve Lønnum 1975–1978
- Carl I. Hagen 1978–2006
- Siv Jensen 2006–2021
- Sylvi Listhaug seit 2021

Nach dem Rücktritt Hagens zum 6. Mai 2006 wurde die bis dahin als Vize-Vorsitzende fungierende Siv Jensen an die Parteispitze gewählt. Nach ihrem Rücktritt im Jahr 2021 folgte ihr am 8. Mai 2021 Sylvi Listhaug.

## Wahlergebnisse zum Storting seit Gründung
| Wahljahr | Prozent | Sitze |
| -------- | ------- | ----- |
| 1973     | 5,0     | 4     |
| 1977     | 1,9     | –     |
| 1981     | 4,5     | 4     |
| 1985     | 3,7     | 2     |
| 1989     | 13,0    | 22    |
| 1993     | 6,3     | 10    |
| 1997     | 15,3    | 25    |
| 2001     | 14,6    | 26    |
| 2005     | 22,1    | 38    |
| 2009     | 22,9    | 41    |
| 2013     | 16,3    | 29    |
| 2017     | 15,3    | 27    |
| 2021     | 11,7    | 21    |

Stimmenanteile der Frp nach Kommunen (Stortingswahl 2021)

1973 unter dem Namen ALP (Anders Langes parti); 2001 verließen zwei Abgeordnete die Fraktion.